# Ustawa o radiofonii i telewizji
Ustawa z dnia 29 grudnia 1992 r. o radiofonii i telewizji (nazwa potoczna: ustawa medialna) – polska ustawa regulująca działalność radiową i telewizyjną. Ustawa od 28 lutego 2013 roku po wejściu w życie jej nowelizacji uchwalonej 12 października 2012 r. zawiera także regulacje prawne dotyczące audiowizualnych usług medialnych na żądanie, a od 1 listopada 2021 roku po wejściu w życie jej nowelizacji uchwalonej 11 sierpnia 2021 r. reguluje również działalność platform udostępniania wideo. Ustawa w momencie wejścia w życie zgodnie z art. 70 zastąpiła ustawę z dnia 2 grudnia 1960 r. o Komitecie do Spraw Radia i Telewizji "Polskie Radio i Telewizja".

## Przedmiot regulacji
Ustawa określa:
- zadania radiofonii i telewizji
- zasady działania Krajowej Rady Radiofonii i Telewizji, powoływania oraz odwoływania jej członków i jej kompetencje
- zasady emisji programów radiowych i telewizyjnych oraz reklam
- zadania i organizację publicznej radiofonii oraz telewizji
- zasady koncesjonowania działalności radiowej i telewizyjnej
- zasady rozpowszechniania i rozprowadzania programów
- zasady świadczenia audiowizualnych usług medialnych na odległość
- zasady działalności platform udostępniania wideo
- sankcje za naruszenie przepisów ustawy.

## Kontrowersje

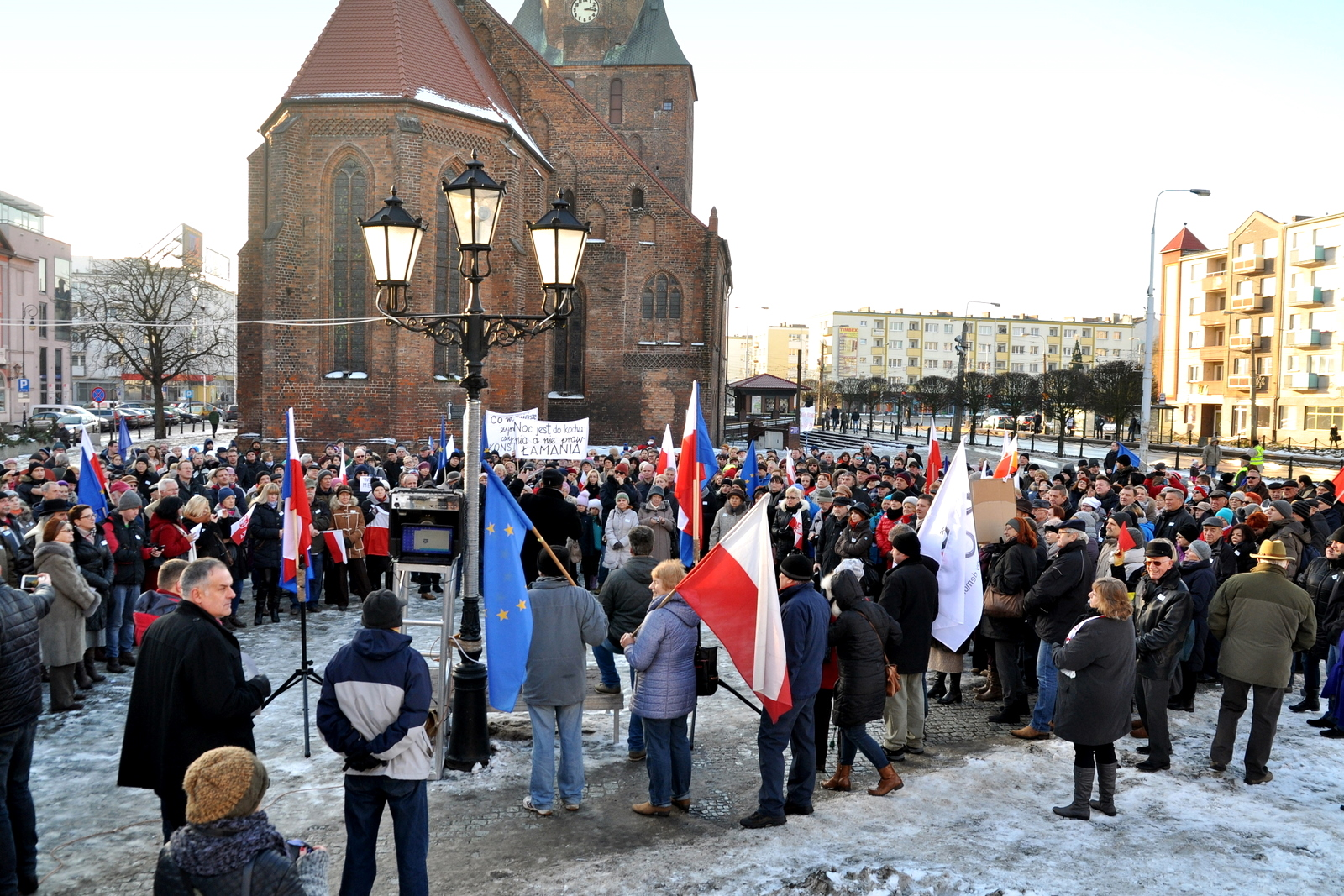
„Wolne media” – protest po zmianie w 2016 r. zorganizowany przez KOD m.in. w Gorzowie

Zmiany i projekty zmian w tej ustawie były wielokrotnie przyczyną skandali i ostrych sporów politycznych. Największe kontrowersje budziły następujące próby nowelizacji:
1. Projekt ustawy o zmianie ustawy o radiofonii i telewizji (tzw. duża nowelizacja ustawy medialnej) – projekt stworzony przez KRRiT pod przewodnictwem Danuty Waniek, skierowany do Sejmu przez rząd Leszka Millera. Zakładał wprowadzenie tzw. zapisów dekoncentracyjnych, czyli zakazu tworzenia koncernów będących jednocześnie wydawcami prasy i nadawcami radia lub telewizji. Niejasności i kontrowersje wokół tej ustawy (m.in. sprawa zniknięcia z projektu słów "lub czasopisma") doprowadziły do powstania komisji śledczej w sprawie afery Rywina i ostatecznie do upadku projektu w Sejmie[4].
2. Ustawa o przekształceniach i zmianach w podziale zadań i kompetencji organów państwowych właściwych w sprawach łączności, radiofonii i telewizji przygotowana przez rząd Kazimierza Marcinkiewicza, uchwalona 16 grudnia 2005 r. (Odwołanie dotychczasowej 9-osobowej Krajowej Rady Radiofonii i Telewizji i powołanie w jej miejsce rady 5-osobowej)[5]. Duża część zapisów tej ustawy zakwestionowana została przez Trybunał Konstytucyjny[6].
3. Według „Pulsu Biznesu” i „Dziennika Polska-Europa-Świat” w październiku 2007 roku politycy Platformy Obywatelskiej utworzyli specjalny zespół medialny w skład, którego wchodził wtedy m.in. były prezes TVP i późniejszy szef KRRiT Jan Dworak, który opracował wtedy plan stworzenia nowej ustawy regulującej całość zagadnień związanych z rynkiem medialnym i wprowadzeniem m.in. likwidacji spółki Telewizja Polska SA i powołanie na jej miejsce nowej, na przykład pod nazwą "Telewizja Publiczna", która miałaby jednoosobowy zarząd i zupełnie nową strukturę, a konkursy na jednoosobowe zarządy mediów publicznych organizowałaby Krajowa Rada Radiofonii i Telewizji, a powołania zarządu dokonywałby minister skarbu w porozumieniu z ministrem kultury[7][8].
4. Projekt ustawy opracowany przez PiS o przekształceniu mediów publicznych w media narodowe[9][10][11][12][13].
5. Według „Gazety Wyborczej” od stycznia 2019 roku przygotowywany jest projekt nowego prawa medialnego, który przygotowują m.in. byli prezesi TVP i szefowie KRRiT Jan Dworak i Juliusz Braun, wicemarszałek Sejmu Małgorzata Kidawa-Błońska, wiceszefowa sejmowej komisji kultury Iwona Katarasińska-Śledzińska oraz były wicepremier, minister obrony narodowej w rządach Donalda Tuska i Ewy Kopacz i były szef TVP1 Tomasz Siemoniak, który zakłada m.in. likwidację medialnych spółek skarbu państwa i powstanie holdingu radiowo-telewizyjnego oraz likwidację abonamentu radiowo-telewizyjnego[14].
6. 8 lutego 2021 roku politycy Platformy Obywatelskiej ogłosili, że ruszyli ze zbiórką podpisów pod obywatelskim projektem ustawy wprowadzającej zmiany w ustawie o radiofonii i telewizji, w którym zapisano m.in. likwidację abonamentu RTV oraz to, że „zabronione jest tworzenie i rozpowszechnianie przez publiczną telewizję wyspecjalizowanych programów informacyjno-publicystycznych”[15][16]. Pomysł ten został skrytykowany przez dziennikarzy i publicystów, polityków partii Prawo i Sprawiedliwość, ówczesnego rzecznika rządu Piotra Müllera oraz ówczesnego szefa Telewizyjnej Agencji Informacyjnej Jarosława Olechowskiego, który podkreśla, że to niezgodne z art. 54 ust. 1 Konstytucji RP oraz art. 11 ust. 2 Karty Praw Podstawowych Unii Europejskiej[15][17][16]. Projekt ustawy zakładający m.in. likwidację TVP Info, abonamentu RTV i programów informacyjnych TVP 16 grudnia 2022 roku wpłynął do Sejmu RP jako projekt obywatelski do reprezentowania został zgłoszony prezydent miasta stołecznego Warszawy i wiceprzewodniczący Platformy Obywatelskiej Rafał Trzaskowski i w jego imieniu projekt reprezentował poseł PO Cezary Tomczyk[18]. Skierowanie projektu ustawy do pierwszego czytania nastąpiło 25 stycznia 2023 roku i został 9 marca 2023 roku przez Sejm RP IX kadencji odrzucony w pierwszym czytaniu (za 234 głosy, przeciw 215 głosów, 1 głos wstrzymujący się)[18]. Za odrzuceniem projektu ustawy głosowali posłowie z ramienia PiS, Kukiz’15 i PS, przeciw głosowali posłowie z ramienia KO, Lewicy, PSL-KP, Konfederacji, Polski 2050, LD i Wolnościowców[19].
7. 11 sierpnia 2021 roku Sejm RP IX kadencji uchwalił nowelizację ustawy o radiofonii i telewizji[20], którego autorami są posłowie partii Prawo i Sprawiedliwość i według projektodawców zmian dotyczy doprecyzowania regulacji umożliwiających efektywne przeciwdziałanie przez Krajową Radę Radiofonii i Telewizji możliwości przejęcia kontroli nad nadawcami RTV przez dowolne podmioty spoza UE, w tym podmioty z państw stanowiących istotne zagrożenie dla bezpieczeństwa państwa[21]. Projekt jest określany przez przeciwników ustawy, który zorganizowali protesty przeciwko jej przyjęciu i media popularnie jako „lex anty-TVN”[22], ponieważ ich zdaniem ustawa zmierza do tego, by należące do amerykańskiego koncernu Discovery stacje Grupy TVN-Discovery nie otrzymały koncesji[23]. Ustawa została odrzucona przez kontrolowany przez opozycję Senat[21] i stała się jedną z przyczyn dymisji Jarosława Gowina z funkcji wicepremiera i ministra rozwoju, pracy i technologii oraz wyjścia z koalicji rządowej partii Porozumienie, której politycy z liderem partii Jarosławem Gowinem krytykowali jej zapisy[24][25][26]. 17 grudnia 2021 roku Sejm RP odrzucił sprzeciw Senatu do nowelizacji ustawy o radiofonii i telewizji głosami posłów klubu PiS oraz koła Kukiz’15 i 1 posła niezrzeszonego[27]. 27 grudnia 2021 roku prezydent RP Andrzej Duda podjął decyzję o zawetowaniu nowelizacji ustawy o radiofonii i telewizji[28].